# Katastrofa lotu PLL LOT 165

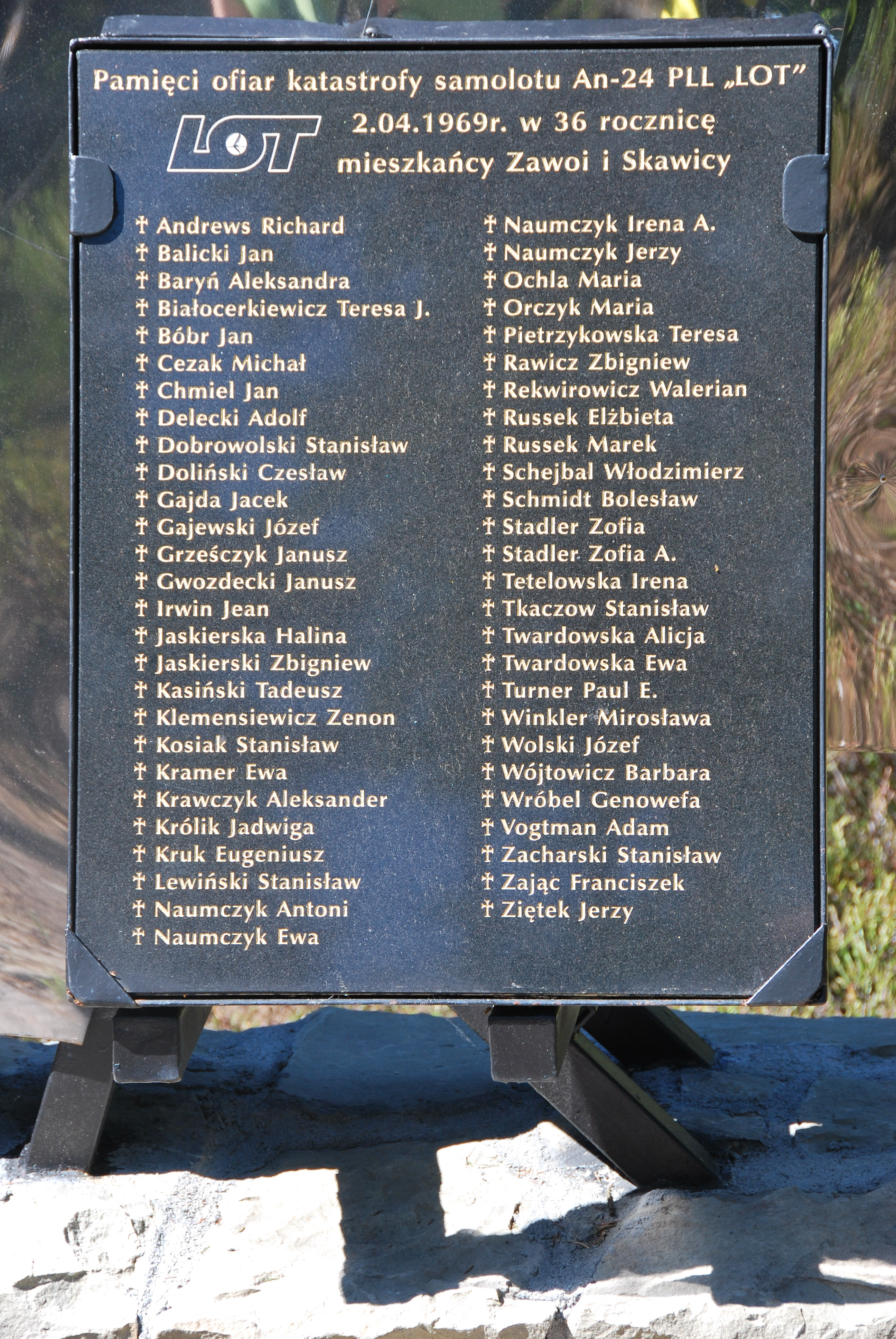
Tablica z nazwiskami ofiar zamieszczona na miejscu katastrofy

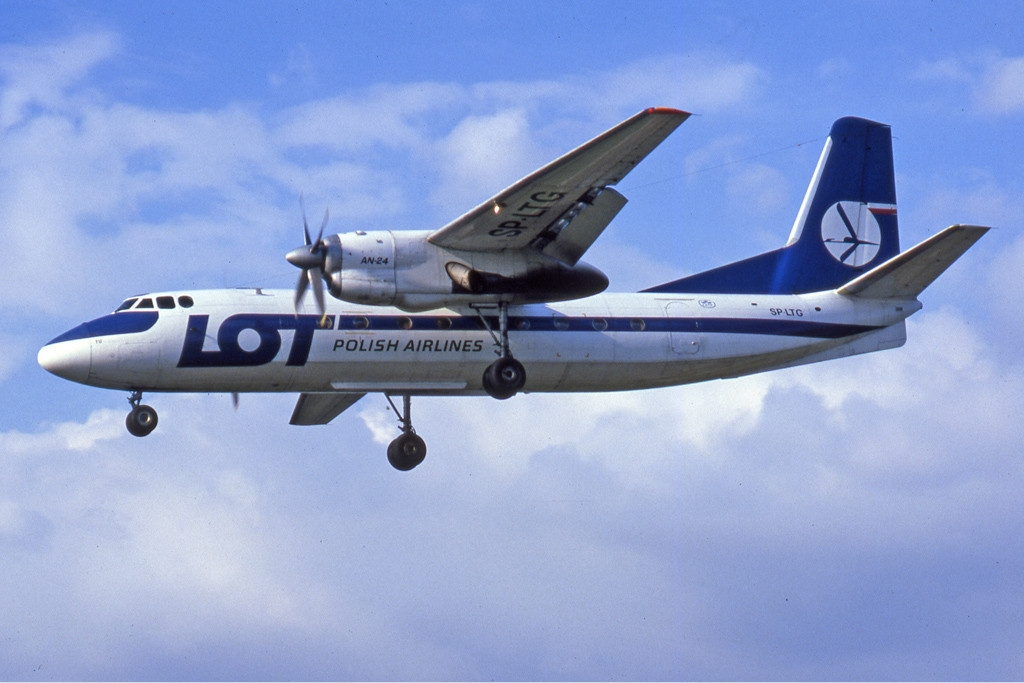
Samolot PLL LOT An-24, samolot tego typu uległ katastrofie

Katastrofa lotu PLL LOT 165 – katastrofa, która miała miejsce 2 kwietnia 1969 roku na północnym stoku Policy w Paśmie Babiogórskim, w okolicy Skawicy na terenie gminy Zawoja. W katastrofie rozbił się samolot An-24 SP-LTF. Na pokładzie znajdowały się 53 osoby (47 pasażerów i 6 członków załogi), wszyscy zginęli.

## Katastrofa
Samolot rejsowy LOT-u (lot 165) wystartował z lotniska Okęcie o 15:20. Planowany czas lotu do Krakowa wynosił 55 minut. Z nieznanych przyczyn samolot zboczył z kursu i rozbił się w górach, w gęsto zalesionym terenie, kilkadziesiąt kilometrów od lotniska w Balicach. Wśród ofiar znajdowali się m.in. polski językoznawca Zenon Klemensiewicz (jego imieniem nazwano rezerwat przyrody na Policy), były minister lasów Stanisław Tkaczow, czternastoletni syn ministra komunikacji Piotra Lewińskiego – Stanisław, duchowny Kościoła Polskokatolickiego Antoni Naumczyk z rodziną, a także pilot szybowcowy i pilot PLL LOT Zbigniew Rawicz, który leciał w roli pasażera. 
Ofiary katastrofy upamiętnia stojący w pobliżu szczytu Policy metalowy krzyż. Na krzyżu umieszczono dodatkową tabliczkę wykonaną z resztek poszycia samolotu z informacją o oddziale partyzanckim działającym w tym rejonie.

## Oficjalny komunikat
Władze w komunikacie oficjalnym nie ujawniły przyczyn katastrofy, które po dziś dzień pozostają niejasne. Niewyjaśnionym jest, jak piloci mogli przeoczyć Kraków przy panującej wówczas dobrej widzialności. Ewentualnym wytłumaczeniem tego faktu może być jakość aparatury nawigacyjnej w Krakowie. Pojawiają się również sugestie, że piloci próbowali uciec z Polski, stąd też ich przelot na niskiej wysokości nad Beskidami, który mógł doprowadzić do katastrofy. 
Oficjalny komunikat odnośnie do przyczyn tej katastrofy wyszczególnia:
1. błędy w działaniu załogi
2. wady systemu załoga - statek powietrzny
3. naruszenie przepisów kierowania ruchem lotniczym
4. błędy działania kontrolerów ruchu lotniczego
5. wady systemu kierowania ruchem lotniczym.

W komunikacie pominięto informacje ze śledztwa prowadzonego przez krakowską prokuraturę:
1. Niedostateczne zwracanie uwagi przez komisje lekarskie na stan zdrowia pilotów – kapitan samolotu (Czesław Doliński) od kilku lat uskarżał się na bóle w klatce piersiowej, ale ponieważ badania EKG nic nie wykazywały (badanie to wykonywane w spoczynku i przy standardowych 6 odprowadzeniach często nie pokazuje niedokrwienia i zawału dolnej oraz tylnej ściany serca), skargi te ignorowano (podczas sekcji zwłok kapitana znaleziono starą bliznę pozawałową i świeży zawał w dolnej ścianie serca; a w dniu katastrofy kapitan skarżył się na silne bóle w klatce piersiowej).
2. Sytuację rodzinno-zawodową kapitana Dolińskiego – z powodu stanu zdrowia (poprzedni punkt) chciał on przejść do służby naziemnej, ale ponieważ żona zaszła w drugą ciążę (a z racji złego stanu zdrowia wymagała starannej opieki i sprowadzania leków z zagranicy, co było kosztowne), zaczął on ukrywać objawy i ukończył kurs języka angielskiego, aby latać poza Polską (i więcej zarabiać). W dniu katastrofy żona czuła się wyjątkowo źle, a na dodatek syn kapitana zachorował na anginę – kapitan był bardzo zdenerwowany.
3. Załoga, która leciała, była załogą dyżurną (ze stałej załogi pilot zachorował) złożoną z kapitana Dolińskiego i niedoświadczonych innych członków (nie znali się dobrze na nawigacji).
4. Niewłaściwy sposób prowadzenia nawigacji przez pilotów na liniach krajowych – tylko wzrokowa na podstawie wyglądu terenu, a istniejące radiolatarnie de facto ignorowano (większość pilotów nie pamiętała ich kodów wywoławczych) – samoloty miały, przelatując obok radiolatarni, informować o tym kontrolę lotów (w przypadku lotów z Warszawy do Krakowa samolot mijał 2 radiolatarnie – Przysucha i Jędrzejów – w odstępie kilkunastu minut); w praktyce załogi ignorowały sygnały radiolatarń, a meldunki nadawały na podstawie orientacji wzrokowej. Sytuacja ta mogła sprzyjać pomyłce nawigacyjnej podczas lotu, ponieważ odbywał się on przez większość czasu ponad poziomem chmur i jeśli źle czujący się kapitan Doliński nie był w stanie kontrolować drugiego pilota, ten z powodu niewielkiego doświadczenia mógł błędnie rozeznać się w położeniu samolotu, sugerując się jedynie wyglądem pojawiającego się od czasu do czasu spoza chmur terenu.
5. Niewłaściwy radar na lotnisku w Balicach i złe wyszkolenie radarzysty, co uniemożliwiło kontroli naziemnej zorientowanie się w rzeczywistym położeniu samolotu. Nieprawdą jest (powtarzane w części źródeł) stwierdzenie, że nie był to radar kontroli ruchu lotniczego, a radar kontroli ruchu statków u wejścia do portu. W rzeczywistości radar DECCA 424 (zamontowany wtedy na lotnisku w Balicach) był radarem kontroli ruchu lotniczego, ale zgodnie ze specyfikacją producenta był on przeznaczony wyłącznie do stosowania na lotniskach położonych na terenie płaskim. W 1967 r. zostały zakupione 2 takie radary dla potrzeb lotnisk w Krakowie i Poznaniu (zakupu dokonali pracownicy Centrali Handlu Zagranicznego, z których żaden nie był specjalistą w zakresie kontroli ruchu lotniczego – kierowali się oni wyłącznie ceną, a model DECCA 424 pochodzący z 1954 r. był najtańszy). Po zamontowaniu radarów w Polsce producent wydał certyfikat dopuszczenia (i przeszkolił obsługę) dla radaru zamontowanego w Poznaniu, natomiast w przypadku radaru z lotniska w Balicach odmówił wydania certyfikatu i przeszkolenia obsługi, uzasadniając to tym, że radar DECCA 424 nie jest przeznaczony do stosowania na lotniskach położonych w terenie pagórkowatym (jak np. Balice). Pomimo tego obsługa radaru w Balicach od czasu do czasu „nieoficjalnie” uruchamiała ten radar i próbowała zeń korzystać.
6. Przeciążenie samolotu (nadkomplet pasażerów z dużą ilością bagażu), co uniemożliwiło załodze „poderwanie” samolotu, kiedy zobaczyła zbocze góry (drzewa w miejscu katastrofy były ścięte ukośnie, co wskazywało, że załoga próbowała wykonać ten manewr).
7. Fakt, że nad Krakowem była dobra pogoda, ale nad lotniskiem w Balicach były już chmury (zbliżał się front atmosferyczny od zachodu).
8. Niewłaściwa konstrukcja i lokalizacja w samolotach An-24 rejestratorów lotu – zarówno ich budowa, jak i położenie powodowały, że przy każdym większym wypadku ulegały zniszczeniu.

## Galeria

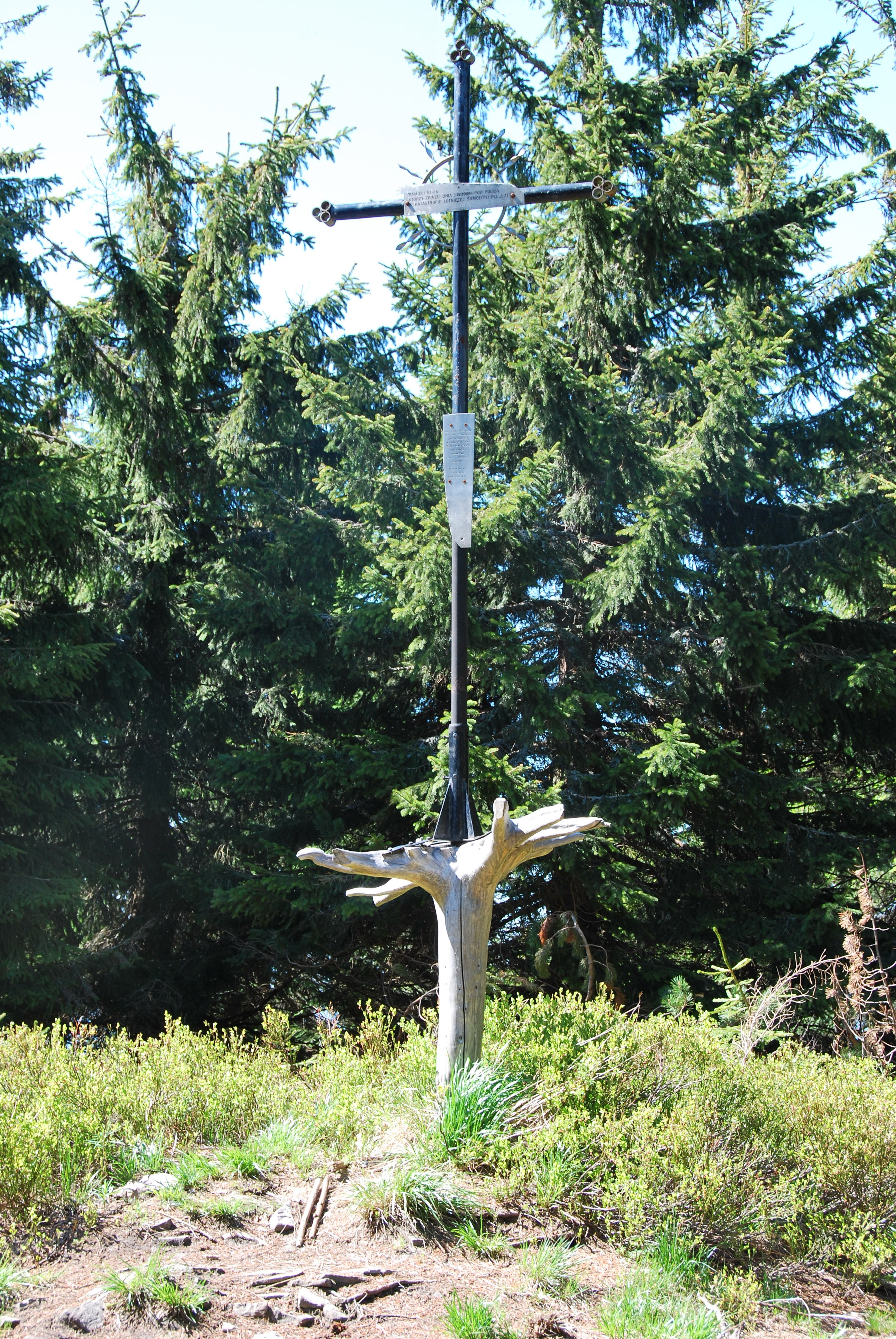
Stalowy krzyż upamiętniający katastrofę
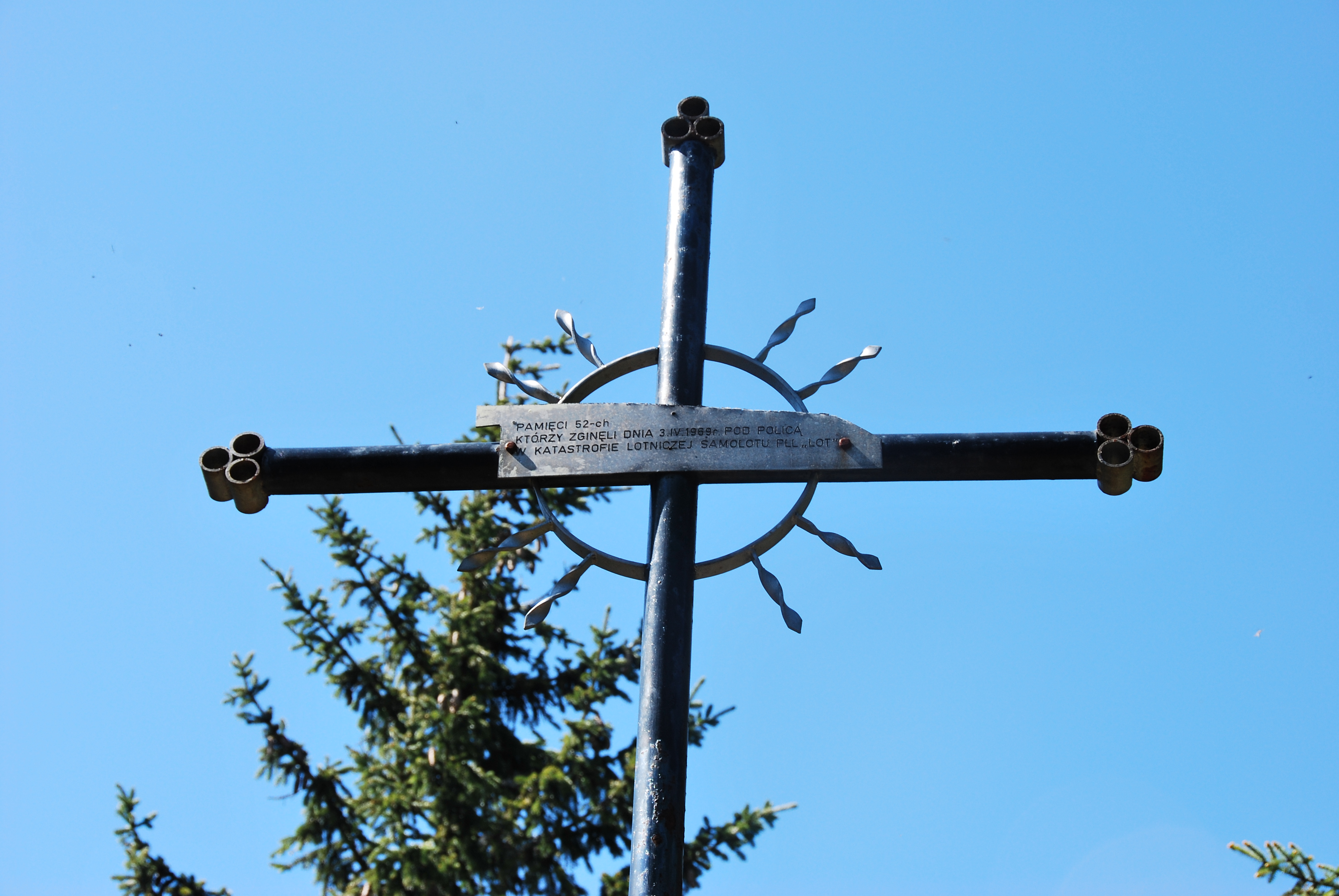
Tabliczka na poprzeczce krzyża
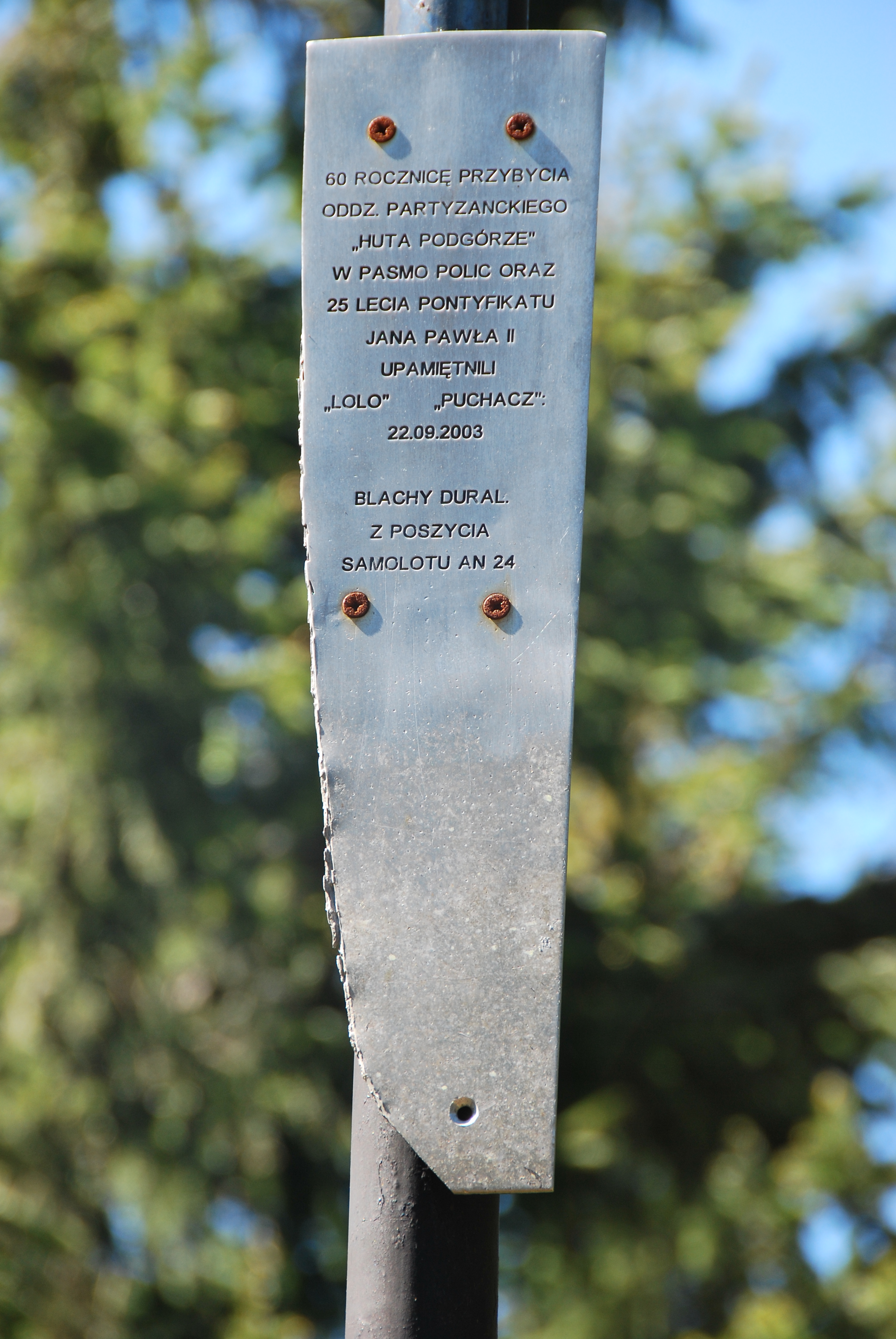
Tabliczka na pionowym ramieniu krzyża